# Peter Winnen
Peter Johannes Gertrudis Winnen (Venray, 5 settembre 1957) è un ex ciclista su strada olandese.
Professionista dal 1980 al 1991, conta quattro vittorie di tappa al Tour de France.

## Carriera
Buono scalatore, è ricordato principalmente per le sue performance al Tour de France: ottenne un terzo posto nel 1983 ed altri tre piazzamenti finali tra i primi dieci, e legò il suo nome alla salita dell'Alpe d'Huez, dove vinse due tappe, mentre la sua terza affermazione avvenne nella tappa con partenza dalla medesima località con arrivo a Morzine.
Sui tornanti che portano all'Alpe d'Huez sono presenti due pannelli che ne ricordano le vittorie.
Nel 1999 ammise di aver fatto uso di sostanze dopanti, tra cui testosterone, anfetamine e corticosteroidi.

## Palmarès
- 1979 (dilettanti)

4ª tappa Tour de Liège
- 1981

19ª tappa Tour de France (Morzine > Alpe d'Huez)
- 1982

17ª tappa Tour de France (Bourg-d'Oisans > Morzine)
- 1983

7ª tappa Tour de Suisse (Altstätten > Davos)
17ª tappa Tour de France (La Tour-du-Pin > Alpe d'Huez)
- 1987

7ª tappa Tour de Suisse (Täsch > Cademario)
- 1990

Campionati olandesi, Prova in linea

### Altri successi
- 1988

2ª tappa Tour de France (La Haie-Fouassière > Ancenis, cronosquadre)

## Piazzamenti

### Grandi Giri
- Giro d'Italia

1987: 8º
1988: 8º
1989: 29º
- Tour de France

1981: 5º
1982: 4º
1983: 3º
1984: 26º
1985: 15º
1986: ritirato (21ª tappa)
1988: 9º
1990: ritirato (11ª tappa)
- Vuelta a España

1985: ritirato
1986: 15º
1991: ritirato

### Classiche monumento
- Liegi-Bastogne-Liegi

1984: 35º
1985: 52º
1989: 31º
1990: 11º
- Giro di Lombardia

1982: 35º

### Competizioni mondiali
- Campionati del mondo

Praga 1981 - In linea: 40º
Goodwood 1982 - In linea: ritirato
Altenrhein  1983 - In linea: 20º
Barcellona 1984 - In linea: ritirato
Ronse 1988 - In linea: ritirato
Chambéry 1989 - In linea: ritirato
Utsunomiya 1990 - In linea: ritirato
- Giochi olimpici

Mosca 1980 - In linea: 26º